# Ettore Sottovia
Ettore Sottovia, né en 1878 à Rome et mort dans la même ville le 18 janvier 1945 est un anarchiste italien dont l'activité militante l'a conduit à être responsable de plusieurs périodiques de propagande anarchiste à Rome.

## Biographie
Ettore Sottovia se fait remarquer dès 1894, lorsqu’il pose des affiches pour commémorer l’exécution de Sante Caserio.
En novembre 1897, après les incidents ayant conduit à la mort de Lamberto Ghezzi, place Navone, il fonde le groupe Azione Sociale dans le Trastevere avec ses amis Sante Ferrini, Luigi Lorenzo Leoni, Elio Mortaroli et Matteo Andreoli.
À Rome, quelques jours après l’attentat perpétré par Luigi Lucheni sur l'impératrice d'Autriche, il est incarcéré avec Sante Ferrini et Ettore Gnocchetti à la prison de Regina Coeli, puis condamné à cinq années de « domicilio coatto », en résidence forcée à Ponza. 
Au début des années 1900, son militantisme s’exprime essentiellement dans ses activités journalistiques, publiant de nombreux articles de propagande anarchiste et assurant la fonction de responsable de plusieurs journaux à Rome, comme L’Agitazione, puis La Gioventù libertaria.
Il participe au congrès anarchiste de Rome du 16 au 20 juin 1907, au cours duquel il présente un rapport sur la jeunesse libertaire qui est adopté par l'assemblée. Il participe à la commission chargée de préparer la publication d'un nouveau périodique anarchiste, L’Alleanza libertaria, dont il sera le responsable à plusieurs reprises jusqu'à la disparition du journal en mai 1911. 
De 1920 à 1922, il dirige le périodique de propagande communiste-libertaire Spartaco à Rome, puis participe à la création du mensuel Conferenziere libertario qui est diffusé jusqu'en 1925.
Il décède à Rome, le 18 janvier 1945.

## Œuvres
- (it) Ettore Sottovia, Anarchismo e socialismo, Rome, Tip. Lucci, 1902, 8 p.